# Naco (Arizona)
Naco ist eine Census-designated place im Cochise County im US-Bundesstaat Arizona. Sie liegt an der Grenze zwischen den Vereinigten Staaten und Mexiko, gegenüber von Naco im mexikanischen Bundesstaat Sonora. Das U.S. Census Bureau hat bei der Volkszählung 2020 eine Einwohnerzahl von 824 auf einer Fläche von 8,7 km² ermittelt. Die Bevölkerungsdichte lag bei 95 Einwohnern je km².

## Verkehr
Im benachbarten Bisbee Junction liegt der Bisbee Municipal Airport. Außerdem wird sie vom Arizona State Route 92 tangiert.